# Risa flavipalpis
Risa flavipalpis är en tvåvingeart som beskrevs av Ozerov 1992. Risa flavipalpis ingår i släktet Risa och familjen vattenflugor. Inga underarter finns listade i Catalogue of Life.